# 12-Stunden-Rennen von Sebring 1972

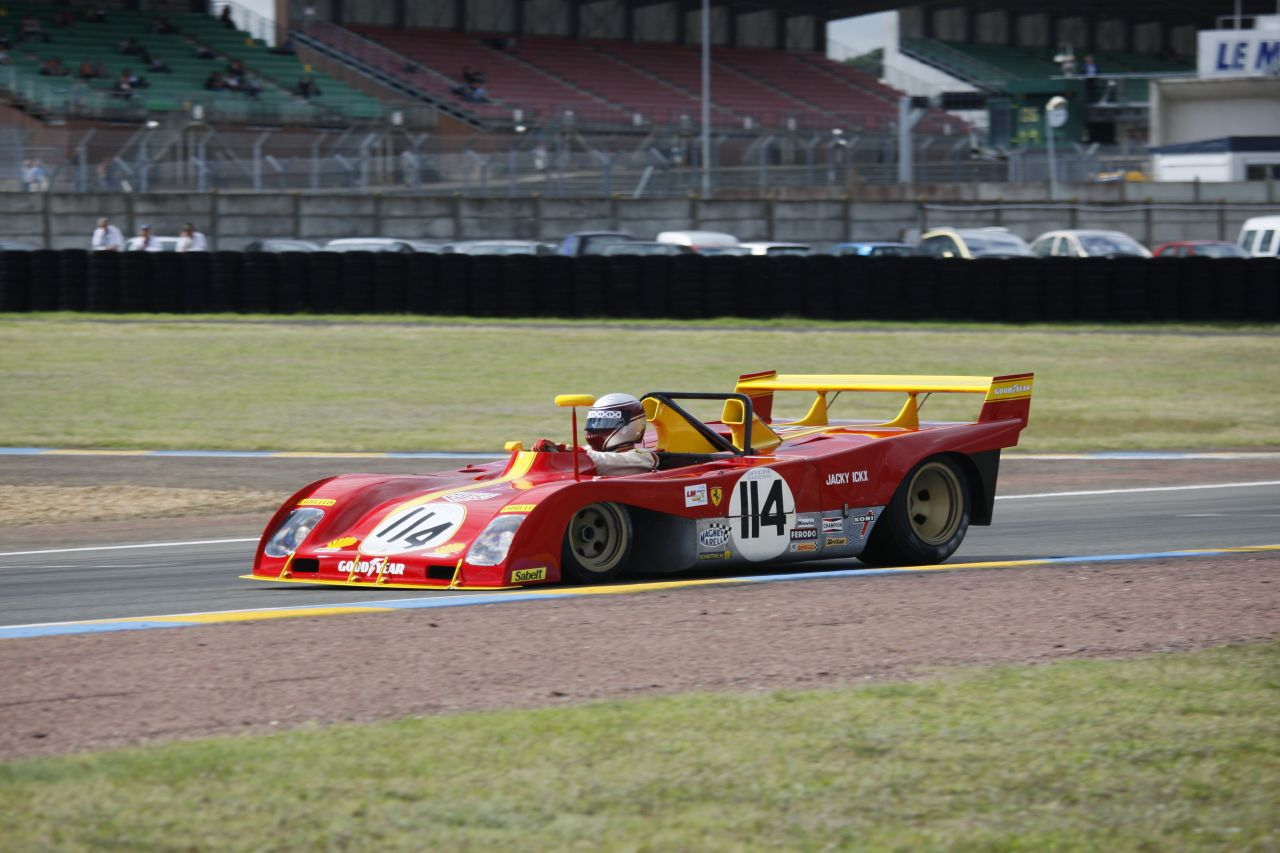
Der drittplatzierte Ferrari 312PB von Ronnie Peterson und Tim Schenken

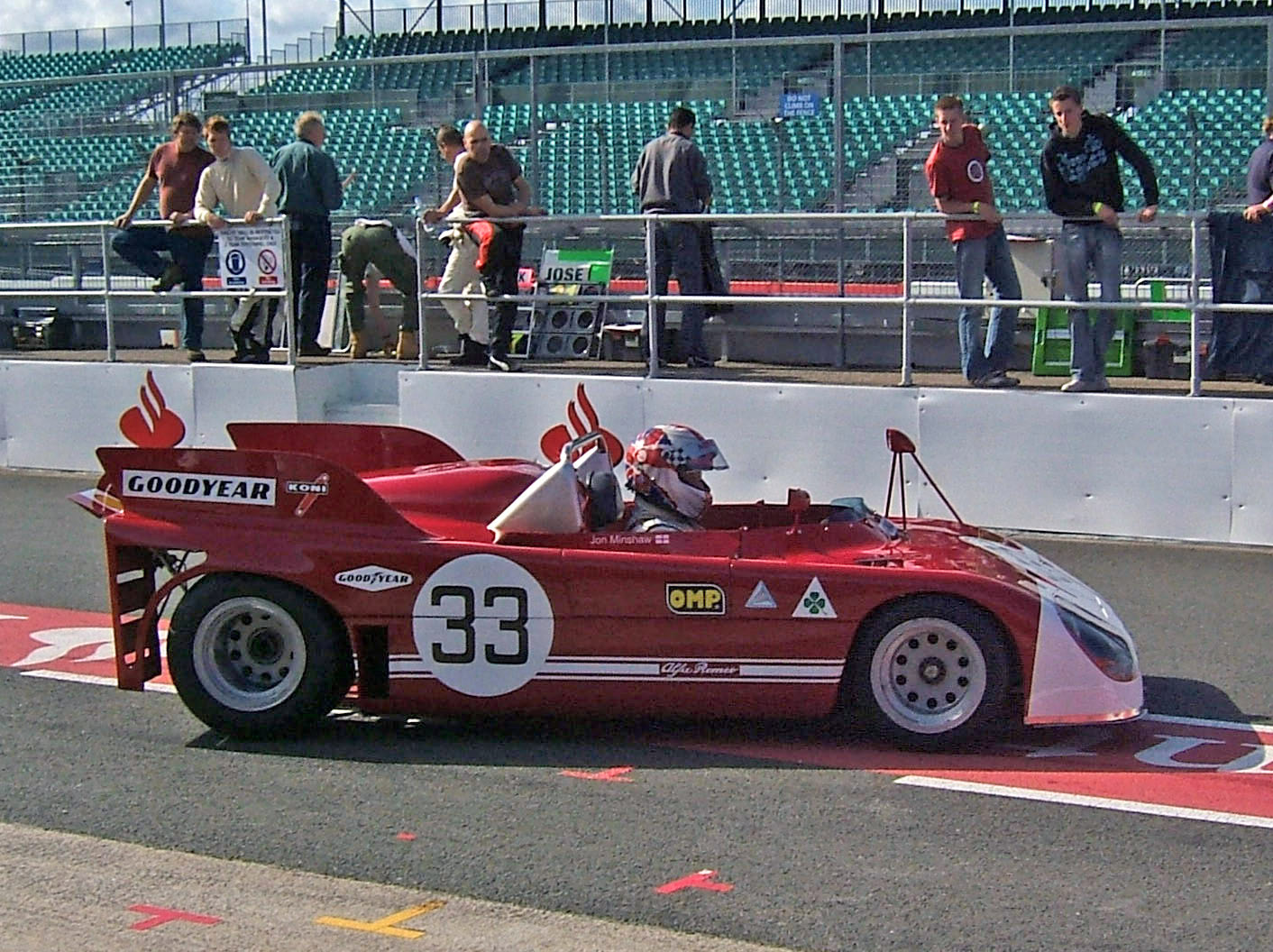
Der Alfa Romeo T33/3 mit der Originalstartnummer 33; hier bei einer Rennveranstaltung in Silverstone 2007. Mit diesem Wagen wurden Nino Vaccarella und Toine Hezemans in Sebring Dritte in der Gesamtwertung

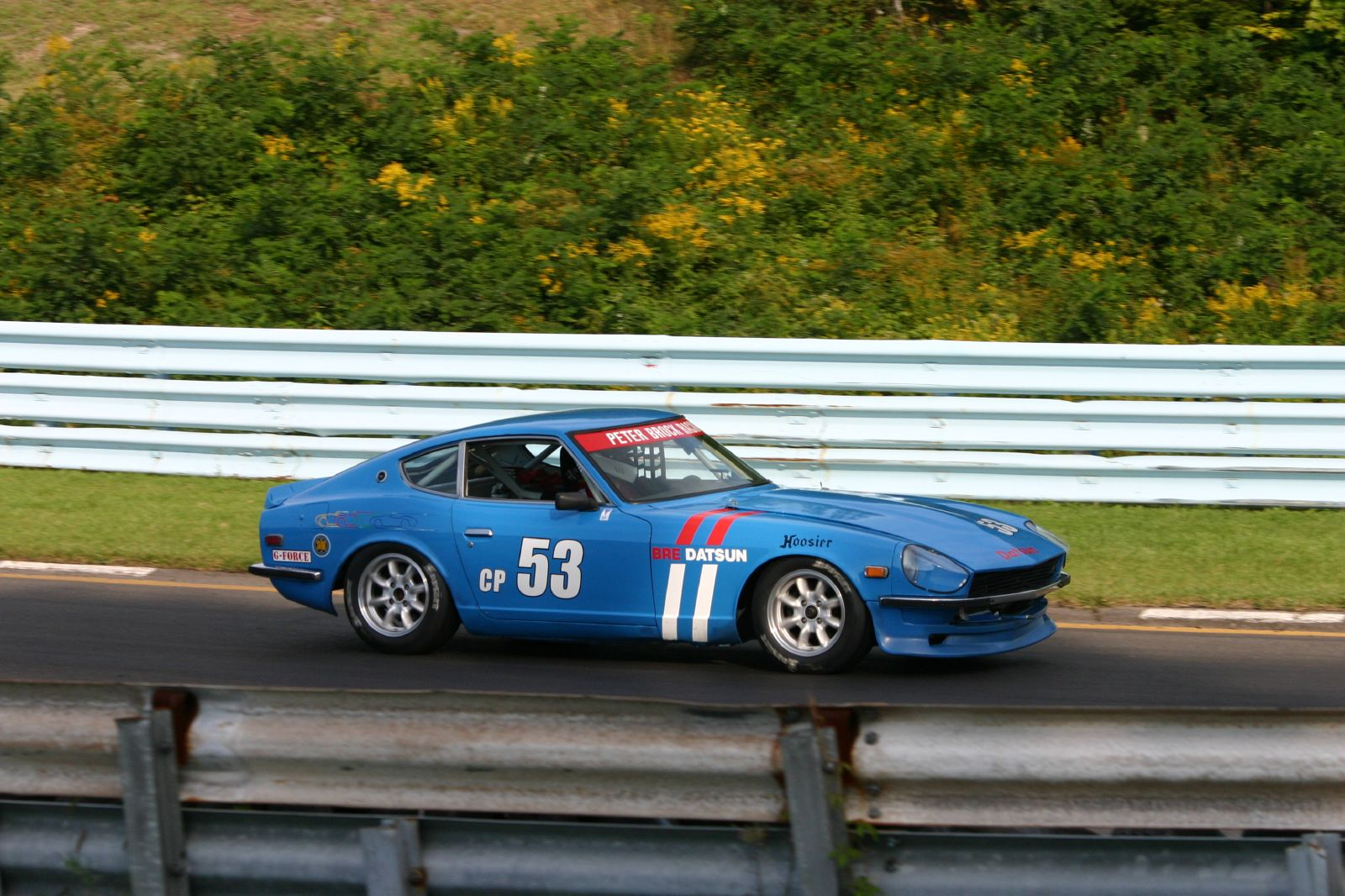
Datsun 240Z; die US-Amerikaner Craig Ross und Jacques Groleau fuhren einen 240Z im Rennen, wurden aber mangels ausreichender Distanz nicht klassiert

Das 21. 12-Stunden-Rennen von Sebring, auch The Florida International 12-Hours of Endurance Sebring, Sebring, fand am 25. März 1972 auf dem Sebring International Raceway statt und war der dritte Wertungslauf der Sportwagen-Weltmeisterschaft dieses Jahres.

## Das Rennen

### Das Ende einer Ära
Bei der jährlichen Pressekonferenz der Veranstalter vor dem Rennen kündigte Gründer und Promoter Alec Ulmann das Ende des 12-Stunden-Rennens von Sebring mit der diesjährigen Rennveranstaltung an. Schon in den Jahren davor sprach Ulmann immer wieder davon, das Rennen aus unterschiedlichen Gründen nicht mehr länger durchführen zu wollen. Die immerwährende Suche nach Sponsorgeldern und der Druck der Fédération Internationale du Sport Automobile hatte dem Organisator des Rennens zugesetzt. Die FISA hatte zu Beginn der Sportwagen-Weltmeisterschaft 1972 angekündigt, das 12-Stunden-Rennen ab der Saison 1973 aus dem Rennkalender der Weltmeisterschaft zu streichen. Ständige Konfliktpunkte waren die mangelnden Sicherheitseinrichtungen des Sebring International Raceways und die fehlende Infrastruktur rund um die Strecke.
Jährlich kamen an die 100.000 Personen – Zuschauer und Rennpersonal – am Rennwochenende in die kleine Stadt Sebring, die nur knapp 10.000 Einwohner hatte. Über die Jahre hatte sich das seit 1952 ausgefahrene Rennen zum wichtigsten Sportwagenrennen Nordamerikas entwickelt. Kein Rennen für Sportwagen und GT-Fahrzeuge in den Vereinigten Staaten und Kanada hatte so großen Zuschauerzulauf wie die Veranstaltung in Sebring. Die fehlenden Unterkünfte in Sebring waren für viele Teams kein Problem. Die Florida-Großstädte Orlando und Tampa liegen nur 130 bzw. 140 km von Sebring entfernt. Die Anreise über den Orlando International Airport war für viele aus Europa kommende Teammitglieder verhältnismäßig leicht. Im Gegensatz zu Sebring konnte sich das zweite bekannte internationale US-amerikanische Sportwagenrennen, das 1966 von Bill France senior ins Leben gerufene 24-Stunden-Rennen von Daytona nie als Zuschauermagnet etablieren. Bis heute leidet Daytona unter dem Ausbleiben von Rennfans in großer Menge.
Ulmann gab 1972 zwar die Organisation der Veranstaltung ab; zu der von ihm vorhergesagten Einstellung des 12-Stunden-Rennens kam es aber nicht. 1973 übernahm die International Motor Sports Association die Rennorganisation. Der Status als Sportwagen-Weltmeisterschaftslauf ging zwar für einige Jahre verloren, bis heute ist dieses Rennen jedoch das populärste Sportwagenrennen der USA.

### Der Rennverlauf
Sebring war der dritte Wertungslauf der Weltmeisterschaft dieses Jahres. Beide Veranstaltungen davor, das 1000-km-Rennen von Buenos Aires und das 6-Stunden-Rennen von Daytona, endeten mit Gesamtsiegen der Scuderia Ferrari. Auf dem Autódromo Juan y Oscar Alfredo Gálvez siegten Ronnie Peterson und Tim Schenken; am Daytona International Speedway blieben Mario Andretti und Jacky Ickx erfolgreich. Beide Male war ein Ferrari 312PB das Einsatzfahrzeug. Auch in Sebring waren die Werks-Ferrari in der Favoritenrolle. Größte Konkurrenz erwuchs Ferrari wieder von Alfa Romeo. Die Alfa Romeo T33/3 litten aber unter vielen technischen Problemen. Nur ein Werkswagen kam ins Ziel; Nino Vaccarella und Toine Hezemans hatten im Schlussklassement allerdings 22 Runden Rückstand auf den siegreichen Ferrari von Andretti und Ickx.
Unrühmlicher Höhepunkt des Rennens war ein Zwischenfall, in den Alfa-Romeo-Werkspilot Peter Revson verwickelt war. Revson hatte unter gelber Flagge überholt und dabei dem Streckenposten obszöne Gesten gemacht. Der US-Amerikaner wurde daraufhin disqualifiziert und vom weiteren Rennen ausgeschlossen. Der Wagen, dessen Cockpit er sich mit Rolf Stommelen teilte, fiel wenig später nach einem Kupplungsschaden aus.

## Ergebnisse

### Schlussklassement
| 1                  | S 3.0    | 2   | Ferrari                                         | Mario Andretti Jacky Ickx                          | Ferrari 312PB       | 259 |
| 2                  | S 3.0    | 3   | Ferrari                                         | Ronnie Peterson Tim Schenken                       | Ferrari 312PB       | 257 |
| 3                  | P 3.0    | 33  | Autodelta S.P.A.                                | Nino Vaccarella Toine Hezemans                     | Alfa Romeo T33/3    | 233 |
| 4                  | GT + 2.5 | 57  | Dana English                                    | Dave Heinz Robert Johnson                          | Chevrolet Corvette  | 221 |
| 5                  | GT 2.5   | 59  | Brumos Porsche Audi Corp.                       | Peter Gregg Hurley Haywood                         | Porsche 911S        | 215 |
| 6                  | S 3.0    | 12  | Ecurie Bonnier                                  | Gérard Larrousse Joakim Bonnier Reine Wisell       | Lola T280           | 213 |
| 7                  | S 3.0    | 39  | Roland Brezinka                                 | Roman Pechmann Rudy Bartling Milt Minter           | Porsche 910         | 213 |
| 8                  | GT + 2.5 | 22  | N.A.R.T.                                        | Luigi Chinetti jr. Bob Grossman                    | Ferrari 365 GTB/4   | 210 |
| 9                  | GT 2.5   | 78  | Daniel Muniz                                    | Daniel Muniz José Luis Ruben Novoa                 | Porsche 914/6       | 207 |
| 10                 | T 5.0    | 17  | Takondo Racing                                  | Vince Gimondo Billy Dingman                        | Chevrolet Camaro    | 205 |
| 11                 | GT 2.5   | 77  | Bruce Jennings                                  | Bruce Jennings Bob Beasley                         | Porsche 911S        | 202 |
| 12                 | GT 2.5   | 28  | Porsche Kremer Racing Team                      | Erwin Kremer Juan Carlos Bolaños                   | Porsche 911S        | 201 |
| 13                 | GT + 2.5 | 21  | N.A.R.T.                                        | Tony Adamowicz Sam Posey                           | Ferrari 365 GTB/4   | 199 |
| 14                 | GT 2.5   | 41  | Kirill Racing                                   | Peter Kirill Russ Norburn                          | Porsche 911S        | 196 |
| 15                 | GT 2.5   | 27  | Bozzani Porsche Audi Inc.                       | Robert Kirby John Hotchkis                         | Porsche 914/6       | 189 |
| 16                 | GT 2.5   | 69  | Holbert's Porsche-Audi Inc.                     | Dieter Oest Mike Tillson Al Holbert                | Porsche 911T        | 186 |
| 17                 | GT + 2.5 | 47  | Sebring Racing Inc.                             | Bob Gray Terry Keller                              | Chevrolet Corvette  | 181 |
| 18                 | S 2.0    | 38  | Hobby Car Enterprises                           | Bob Fisher Bruce Ponder                            | Chevron B16         | 176 |
| 19                 | GT + 2.5 | 18  | Ring Free Oil Racing Team                       | Harry Ingle Charles Reynolds                       | Ferrari 365 GTB/4   | 175 |
| 20                 | S 2.0    | 25  | Fred Opert                                      | Nick Craw Bill Barber                              | Chevron B19         | 173 |
| 21                 | S 2.0    | 74  | Carousel Porsche Audi Inc.                      | Merv Rosen Jerry Schaub                            | Porsche 906         | 172 |
| 22                 | S 2.0    | 56  | Promotional Advertising Corp.                   | Tom Waugh Bob Beatty                               | Lola T212           | 167 |
| 23                 | T 5.0    | 94  | Bolus & Snopes Ltd.                             | Bob Mitchell Bob Christiansen                      | Chevrolet Camaro    | 166 |
| 24                 | GT + 2.5 | 50  | John Greenwood Racing                           | Donald Yenko John Cordts                           | Chevrolet Corvette  | 163 |
| 25                 | GT 2.5   | 58  | Brumos Porsche Audi Corp.                       | Hector Rebaque senior Guillermo Rojas              | Porsche 914/6       | 152 |
| 26                 | T 5.0    | 10  | C. C. Canada Lumber Co. Inc.                    | John Tremblay David Ellis-Brown                    | Chevrolet Camaro    | 146 |
| 27                 | GT 2.5   | 68  | H&S Imports Racing                              | Robert Stoddard Joe Hines Frank Harmstad           | Porsche 914/6       | 146 |
| 28                 | T 2.5    | 24  | Libra International Racing                      | John Buffum John Fitzpatrick                       | Ford Escort RS1600  | 97  |
| Nicht klassiert    |          |     |                                                 |                                                    |                     |     |
| 29                 | GT 2.5   | 73  | Ross Racing Ltd.                                | Craig Ross Jacques Groleau                         | Datsun 240Z         | 121 |
| Ausgefallen        |          |     |                                                 |                                                    |                     |     |
| 30                 | S 3.0    | 4   | Ferrari                                         | Clay Regazzoni Brian Redman                        | Ferrari 312PB       | 215 |
| 31                 | GT + 2.5 | 48  | John Greenwood Racing                           | John Greenwood Dick Smothers                       | Chevrolet Corvette  | 179 |
| 32                 | T 5.0    | 9   | Endurance Promotions Inc.                       | Michael Summers Bob McClure                        | Chevrolet Camaro    | 145 |
| 33                 | T 5.0    | 44  | Larrauri Racing                                 | Manuel Garcia Robert Cao                           | Chevrolet Nova      | 137 |
| 34                 | T 5.0    | 46  | Sebring Racing Inc.                             | Neil Potter Oran Ansley Bill Hood                  | Ford Mustang        | 130 |
| 35                 | S 3.0    | 32  | Autodelta S.p.A.                                | Vic Elford Helmut Marko                            | Alfa Romeo T33/TT/3 | 128 |
| 36                 | S 3.0    | 31  | Autodelta S.p.A.                                | Rolf Stommelen Peter Revson                        | Alfa Romeo T33/TT/3 | 117 |
| 37                 | T 5.0    | 11  | Troy Promotions Inc.                            | Tony DeLorenzo Jerry Thompson                      | Ford Mustang        | 116 |
| 38                 | GT 2.5   | 16  | Toad Hall Racing                                | Michael Keyser Jürgen Barth                        | Porsche 911S        | 102 |
| 39                 | T 5.0    | 42  | Garcia Racing                                   | Ralph Noseda Jorge Garcia Mark Livingston          | Chevrolet Camaro    | 92  |
| 40                 | T 5.0    | 89  | Rinzler Motoracing Inc.                         | Houghton Smith Bert Gafford                        | Chevrolet Camaro    | 91  |
| 41                 | S 2.0    | 52  | Promotional Advertising Corp.                   | Hugh Kleinpeter Tony Belcher                       | Chevron B21         | 85  |
| 42                 | T 5.0    | 37  | Gary Belcher                                    | Gary Belcher Jef Stevens                           | Chevrolet Camaro    | 84  |
| 43                 | S 2.0    | 26  | Fred Opert                                      | Rodolfo Junco Fred van Beuren                      | Chevron B19         | 76  |
| 44                 | T 5.0    | 35  | Vincent Collins                                 | Vincent Collins Roberto González senior Jack Beall | Chevrolet Camaro    | 76  |
| 45                 | GT 2.5   | 76  | Silverstone Racing Team                         | George Stone Russ Poole                            | Porsche 911T        | 64  |
| 46                 | S 2.0    | 54  | Automobiles International Inc.                  | Anatoly Arutunoff Brian Goellnicht                 | Abarth 2000SP       | 57  |
| 47                 | GT + 2.5 | 1   | Kirk F. White Motor Racing Inc.                 | David Hobbs Skip Scott                             | Ferrari 365 GTB/4   | 53  |
| 48                 | GT 2.5   | 19  | David McClain                                   | David McClain Dave White                           | Porsche 914/6       | 51  |
| 49                 | T 5.0    | 80  | Preston Hood Chevrolet Inc.                     | John Elliott Bill McDill                           | Chevrolet Camaro    | 50  |
| 50                 | S 3.0    | 7   | Gulf Research Racing Company                    | Derek Bell Gijs van Lennep                         | Mirage M6           | 48  |
| 51                 | S 3.0    | 34  | Autodelta S.p.A.                                | Andrea de Adamich Nanni Galli                      | Alfa Romeo T33/TT/3 | 37  |
| 52                 | GT + 2.5 | 30  | Florida Tire Co. Inc.                           | Manuel Quintana John Belperche                     | Shelby GT350        | 33  |
| 53                 | T 5.0    | 8   | Automotive Engineering Enterprises              | Tom Nehl Jim Fitzgerald                            | Chevrolet Camaro    | 31  |
| 54                 | GT 2.5   | 61  | Jim Locke                                       | Jim Locke Bob Bailey                               | Porsche 911S        | 23  |
| 55                 | GT 2.5   | 70  | Lee McDonald-Algar Porsche Audi Inc.            | Lee McDonald Bert Everett                          | Porsche 914/6       | 22  |
| 56                 | GT + 2.5 | 23  | Rinzler Motoracing Inc. Holiday Anns of America | Charlie Kemp Oscar Koveleski                       | Chevrolet Corvette  | 21  |
| 57                 | T 5.0    | 97  | Roberto Quintanilla                             | Roberto Quintanilla Jose Martinez                  | Chevrolet Camaro    | 20  |
| 58                 | T 5.0    | 43  | Garcia Racing                                   | Luis Sereix Javier Garcia                          | Chevrolet Camaro    | 15  |
| 59                 | S 2.0    | 63  | Joseph Greger                                   | Joseph Greger Arthur Blank                         | Porsche 910         | 10  |
| 60                 | S 2.0    | 55  | Roger McCaig Racing                             | Roger McCaig Maurice McCaig                        | Lola T212           | 7   |
| 61                 | GT 2.5   | 15  | Toad Hall Racing                                | Bill Bean Levon Pentecost                          | Porsche 911S        | 5   |
| Nicht gestartet    |          |     |                                                 |                                                    |                     |     |
| 62                 | GT + 2.5 | 29  | Iroquois Racing Associates                      | Ken Schumacher Bob Kiefer                          | Chevrolet Corvette  | 1   |
| 63                 | GT + 2.5 | 45  | T. C. Racing                                    | Brad West John Tunstall                            | Shelby GT350        | 2   |
| 64                 | T 2.5    | 51  | Richard Crebs                                   | Richard Crebs Bill Jobe                            | Alfa Romeo GTV      | 3   |
| 65                 | GT + 2.5 | 63  | Central New York Endurance Racing               | Bob Baechle Roger Burdick                          | Chevrolet Corvette  | 4   |
| 66                 | S 3.0    |     | Autodelta S.p.A.                                |                                                    | Alfa Romeo T33/3    | 5   |
| 67                 | S 3.0    | 32T | Autodelta S.p.A.                                |                                                    | Alfa Romeo T33/3    | 6   |
| 68                 | S 2.0    | 53  | Don Baumgartner                                 | Don Baumgartner Don Herman Reed Andrews            | Chevron B8          | 7   |
| Nicht qualifiziert |          |     |                                                 |                                                    |                     |     |
| 69                 | T 5.0    | 60  | Robert Fordyce                                  | Robert Fordyce Richard Small                       | Chevrolet Camaro    | 8   |
| 70                 | T 2.5    | 67  | Frossman Racing Service                         | Bob Armstrong Rod Bremner                          | Mazda R100          | 9   |
| 71                 | T 2.5    | 75  | Clearwater Datsun                               | Bobby Clark Ray Kessler                            | Datsun 510          | 10  |
| 72                 | GT + 2.5 | 79  | Arrow Racing Team                               | Eddie Johnson Clay Young                           | Chevrolet Camaro    | 11  |
| 73                 | T 2.5    | 84  | Chem Air Spray Inc.                             | Juan Montalvo John Pauley                          | BMW 2002            | 12  |

1 Motorschaden im Training
2 nicht gestartet
3 zurückgezogen
4 nicht gestartet
5 Trainingswagen
6 Trainingswagen
7 wegen illegalem Benzin vom Training ausgeschlossen
8 nicht qualifiziert
9 nicht qualifiziert
10 nicht qualifiziert
11 nicht qualifiziert
12 nicht qualifiziert

### Nur in der Meldeliste
Hier finden sich Teams, Fahrer und Fahrzeuge, die ursprünglich für das Rennen gemeldet waren, aber aus den unterschiedlichsten Gründen daran nicht teilnahmen.
| Pos. | Klasse   | Nr. | Team                    | Fahrer                             | Chassis            |
| ---- | -------- | --- | ----------------------- | ---------------------------------- | ------------------ |
| 74   | GT 2.5   | 36  | Willie Braillard        | Willie Braillard Teddy Pilette     | Porsche 911S       |
| 75   | GT + 2.5 | 40  | Larry Class             | Larry Class Bob Clemens John Geist | Chevrolet Corvette |
| 76   | GT 2.5   | 40  | Jean Sage               | Jean Sage Claude Haldi             | Porsche 911S       |
| 77   | T 5.0    | 88  | Rinzler Motoracing Inc. | Wilbur Pickett Ed McIntyre         | Chevrolet Camaro   |

### Klassensieger
| Klasse   | Fahrer         | Fahrer           | Fahrzeug           | Platzierung im Gesamtklassement |
| -------- | -------------- | ---------------- | ------------------ | ------------------------------- |
| S 3.0    | Mario Andretti | Jacky Ickx       | Ferrari 312PB      | Gesamtsieg                      |
| S 2.0    | Bob Fisher     | Bruce Ponder     | Chevron B16        | Rang 16                         |
| GT + 2.5 | Dave Heinz     | Robert Johnson   | Chevrolet Corvette | Rang 4                          |
| GT 2.5   | Peter Gregg    | Hurley Haywood   | Porsche 911S       | Rang 5                          |
| T 5.0    | Vince Gimondo  | Billy Dingman    | Chevrolet Camaro   | Rang 10                         |
| T 2.5    | John Buffum    | John Fitzpatrick | Ford Escort RS1600 | Rang 27                         |

### Renndaten
- Gemeldet: 77
- Gestartet: 61
- Gewertet: 28
- Rennklassen: 6
- Zuschauer: 55.000
- Wetter am Renntag: warm und trocken
- Streckenlänge: 8,369 km
- Fahrzeit des Siegerteams: 12:04:41,006 Stunden
- Gesamtrunden des Siegerteams: 259
- Gesamtdistanz des Siegerteams: 2167,465 km
- Siegerschnitt: 179,455 km/h
- Pole Position: Mario Andretti – Ferrari 312PB (#2) – 2.31.440 – 198,936 km/h
- Schnellste Rennrunde: Ronnie Peterson – Ferrari 312PB (#3) – 2.33.800 – 195,885 km/h
- Rennserie: 3. Lauf zur Sportwagen-Weltmeisterschaft 1972